# Onotokiba orbithorax
Onotokiba orbithorax is een keversoort uit de familie loopkevers (Carabidae). De wetenschappelijke naam van de soort is voor het eerst geldig gepubliceerd in 1927 door Alluaud.